# Agnetenkloster Xanten
Das Agnetenkloster ist ein ehemaliges Kloster der Franziskanerinnen in Xanten.
1402 schenkte Stineken van der Brüchen den Franziskanerinnen des Dritten Ordens der Franziskaner eine Besitzung in der Niederstraße in Xanten. Diese richteten dort ein Kloster ein und weihten es der heiligen Agnes von Rom.
1605 lebten im Agnetenkloster nur noch zwei Schwestern des Ordens, so dass eine Hälfte des Klosters bereits an die Benediktinerinnen des Klosters Hagenbusch abgetreten worden war. Die andere Hälfte des Agnetenklosters ging in den Besitz der Zisterzienserinnen des zerstörten Klosters Fürstenberg über. Der Kölner Erzbischof Ernst von Bayern genehmigte die Überschreibung am 3. Februar 1606.
Infolge der Säkularisation unter Napoléon Bonaparte wurde das Agnetenkloster 1802 aufgehoben und die Klosterbibliothek in die Stiftsbibliothek Xanten eingegliedert.